# 948 (szám)
A 948 (római számmal: CMXLVIII) egy természetes szám.

## A szám a matematikában
A tízes számrendszerbeli 948-as a kettes számrendszerben 1110110100, a nyolcas számrendszerben 1664, a tizenhatos számrendszerben 3B4 alakban írható fel.
A 948 páros szám, összetett szám, nontóciens szám. A 949-cel Ruth–Aaron párt alkot a második definíció értelmében.  Kanonikus alakban a 22 · 31 · 791 szorzattal, normálalakban a 9,48 · 102 szorzattal írható fel. Tizenkét osztója van a természetes számok halmazán, ezek növekvő sorrendben: 1, 2, 3, 4, 6, 12, 79, 158, 237, 316, 474 és 948.